# Кулос
Кулос (также Куло, Кула, Кулас, Колос, Кулусъявр) — пресноводное озеро в Мурманской области России, находится на территории Ковдорского района.
Расположено на юго-западе области, в 11 километрах к северо-западу от посёлка Ёнский, юго-западнее озера Каложное, находится на высоте 146,7 метра над уровнем моря. Озеро имеет лопастную форму, максимальное расстояние между крайними точками — около 6,7 км, в центральной части ширина достигает 1,4 км. Имеется множество островов, в том числе крупный остров в центре водоёма площадью более 2 км². Площадь самого озера — 9,61 км² (по другим данным, 11,9 км²). 
На западе и северо-западе впадают две небольшие реки без названия. Сток имеет на северо-востоке через озеро Каложное.
Берега изрезаны, низкие, местами всхолмленные, покрыты преимущественно сосновым лесом. Окрестные горы и холмы имеют высоту до 303,5 м.
К югу от озера открыто и освоено месторождение габбронорита — природного камня, используемого для строительных и облицовочных работ.